# Josep Ullastre Llopis
José Ullastre (también Josep Ullastra) Llopis (Bañolas, España, 1690-Perelada, España, 1762) fue un escritor y eclesiástico catalán, autor de la obra piadosa Ejercicio del cristiano... reimpresa varias veces hasta mediados del siglo XIX, y de la primera gramática de la lengua catalana Gramática catalana embellecida con dos ortografías que se mantuvo manuscrita e inédita hasta 1980.

## Biografía
Nacido en Bañolas el 25 de abril de 1690, de origen humilde, fue el primero de los seis hijos de un tejedor y nieto de un molinero de la localidad. Cursó estudios en el Seminario de Gerona y obtuvo el beneficio de curat, nombrado de Morasach, vecindario de Perelada, a mitad de camino de Mollet de Peralada. Obtuvo el título de doctor en Sagrada Teología y en 1740 fue nombrado examinador sinodal del Obispado de Gerona. Poseía una formación intelectual bastante amplia y una erudición religiosa notable, como se demuestra en el prólogo del Ejercicio del cristiano y en las fuentes que utiliza para la historia y las teorías gramaticales para la Gramática catalana. Murió en Peralada el 8 de abril de 1762.

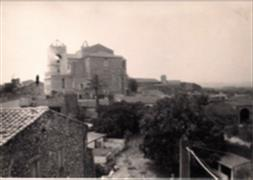
Parroquia y campanario de San Martín de Perelada

## Obra
Ejercicio del cristiano es la obra por la cual en su tiempo fue conocido José Ullastre. Se trata de un libro de piedad popular que tuvo una gran difusión en los siglos XVIII y XIX. Conocido por Ejercicio del cristiano, el título completo es Ejercicio del Cristiano para encomendarse a Dios, tener un rato de Oración todos los dias, ayudar y contemplar la Misa; y Confesar, y Comulgar; con diferentes oraciones, para recorrir en las necesidades a Dios N.Sr., a Maria Santísima, y a algunos Santos de particular devoción. Juntamente con otros Ejercicios para instruir a los Hijos de Familias, disponerse a morir bien, asistir a los Agonitzantes; y rogar por las Ánimas. El libro, de entre 400 y 500 páginas, disfrutó de una popularidad extraordinaria en Cataluña hasta mediados del siglo XIX, con hasta 28 ediciones entre 1760 y 1852. Se inscribe dentro del género de literatura religiosa popular de manuales de vida y de conducta cristiana, un género que, en catalán, disfrutó en el Principado de una vitalidad considerable desde finales del siglo XVII. Este libro exhibe un estilo llano, sin artificios retóricos, y una lengua espontánea, de sintaxis lineal, que recoge peculiaridades de la lengua coloquial y expresiones populares. Ullastre evita los cultismos de raíz castellana porque en opinión del mismo Ullastre, «la razón persuade no nos apropiemos de dicciones extranjeras salvo en caso de que nos falten las propias».
Gramática catalana embellecida con dos ortografías es la otra gran obra de Ullastre, si bien permaneció manuscrita e inédita hasta el año 1980. Su título completo fue Gramática catalana embellecida con dos ortografías, extensa y con apóstrofe, para hablar y escribir correctamente en extensión y apostrofada la lengua catalana. Se trata de la primera gramática catalana que admite esta denominación sin objeciones.[cita requerida] Varios documentos permiten establecer que Ullastre terminó una primera redacción alrededor de 1743, y que en 1753 él mismo  hizo una copia. Posteriormente efectuó varias modificaciones, para introducir una ortografía más fonética y grafías etimológicas. Se conservan tres manuscritos, 756 y 2362 de la Biblioteca de Cataluña para la primera redacción, y 176 de la misma Biblioteca para la segunda.
Según unas notas anónimas a que Miquel y Vergés se refiere, denominadas Noticias del autor y sus obras, que fueron encontradas dentro de un manuscrito de la Gramática, hizo además una traducción de los Diálogos de Lluís Vives y según Montserrat Anguera tradujo también la Imitación de Cristo.
Diversión por los alumnos del Parnaso catalán: obras poéticas de Fontanella, una compilación de versos del poeta Francisco Fontanella es la última obra conservada de Ullastre.

### La Gramática Catalana
La motivación de Ullastre en la confección de esta gramática fue, sobre todo, que «proponiéndome el deseo universal de ver en nuestra Provincia una Gramática Catalana por ser notorias las utilidades que reportan las Naciones que tienen dicho tesoro, me animé a esta empresa». Después de una dedicatoria donde Ullastre expresa su amor por la lengua, y establece el origen latino para la genealogía del catalán, la gramática de Ullastre propone una ortografía sistemática con la generalización del uso del apóstrofe o la introducción de la l·l y el establecimiento de la i copulativa. Más allá de la ortografía y la morfología, también establece claramente que el catalán es descendiente del latín, lo cual representa una cierta novedad para la época del autor. Tal como manifiesta en la dedicatiroa, basa la obra en dos principios fundamentales, la armonía y la economía.
En opinión de Montserrat Anguera, Ullastre es cautivado y atraído por el problema de la lengua. Es una obra muy elaborada, repensada, corregida y cambiada en aspectos ortográficos entre la primera y la segunda redacción (1743 respecto a 1753). Las modificaciones de Ullestra entre estas dos versiones de su obra marcan la evolución de su pensamiento. Los rasgos más importantes que recoge son:
- Tendencia a la economía lingüística: incrementa las formas apostrofadas. Refleja una tendencia a la representación de los sonidos tal como se pronuncian en la cadena fónica. Le parece conveniente que se mantenga en la lengua hablada y en la escrita porque se genera menos esfuerzo y menos tensión muscular. Apostrofa también adjetivos, verbos y adverbios.
- Fidelidad a la lengua viva. Introduce la l·l —a pesar de que en la primera redacción la había rechazado— porque asegura que la pronunciaban separadamente, una al final de la vocal previa y la otra junto con la vocal posterior.
- Introduce la x sorda, (sonido velar africado) que equivaldría al sonido cs, y la escribe con una x con el pie izquierdo alargado hacia abajo. Dudó entre la primera y la segunda redacción si cambiar aquel sonido por la grafía cs siempre, pero al final optó en la segunda redacción por crear esta x sorda.
- Rechaza la e sorda, que se escribía con un pie bajo la e, y la sustituye por la û en palabras como qûestió y seqûela, a pesar de que cambió de opinión varias veces.
- Admite la ç (cedilla), a pesar de haberla eliminado en la primera redacción por parecerle la s suficiente. En la versión final la mantiene por parecerle necesario usarla.
- Entre las neutralizaciones a las palabras acabadas en –t o –d, decide que sea con la –d, pero duda. Parece que finalmente opta por esta segunda opción.

Aunque Ullastra no era filólogo, emprendió la dificultosa tarea de confeccionar la Gramática, por su gran aprecio y lealtad por su habla, y guiado por la intuición y la pasión tal como expresa Montserrat Anguera.